# Comines-Warneton
Comines-Warneton (nld. Komen-Waasten, pcd. Comène-Warneuton) – miasto w Belgii, w Regionie Walońskim, w prowincji Hainaut, w okręgu Tournai-Mouscron. 1 stycznia 2024 r. liczyło 18 391 mieszkańców. Jest eksklawą prowincji Flandria Zachodnia.

## Podział administracyjny
W skład miasta wchodzi pięć dzielnic (section):
- Bas-Warneton (Neerwaasten)
- Comines (Komen)
- Houthem
- Ploegsteert
- Warneton (Waasten)

## Współpraca
Miejscowości partnerskie:
- Argenton-les-Vallées, Francja
- Hedge End, Wielka Brytania
- Wolverton, Wielka Brytania